# هواردزویل، شهرستان لانداون، ویرجینیا
هواردزویل (به انگلیسی: Howardsville) یک منطقهٔ مسکونی در ایالات متحده آمریکا است که در شهرستان لادن، ویرجینیا واقع شده‌است.